# Nom de règne des papes
 (mai 2025).
 (mars 2013).
Si vous disposez d'ouvrages ou d'articles de référence ou si vous connaissez des sites web de qualité traitant du thème abordé ici, merci de compléter l'article en donnant les références utiles à sa vérifiabilité et en les liant à la section « Notes et références ».

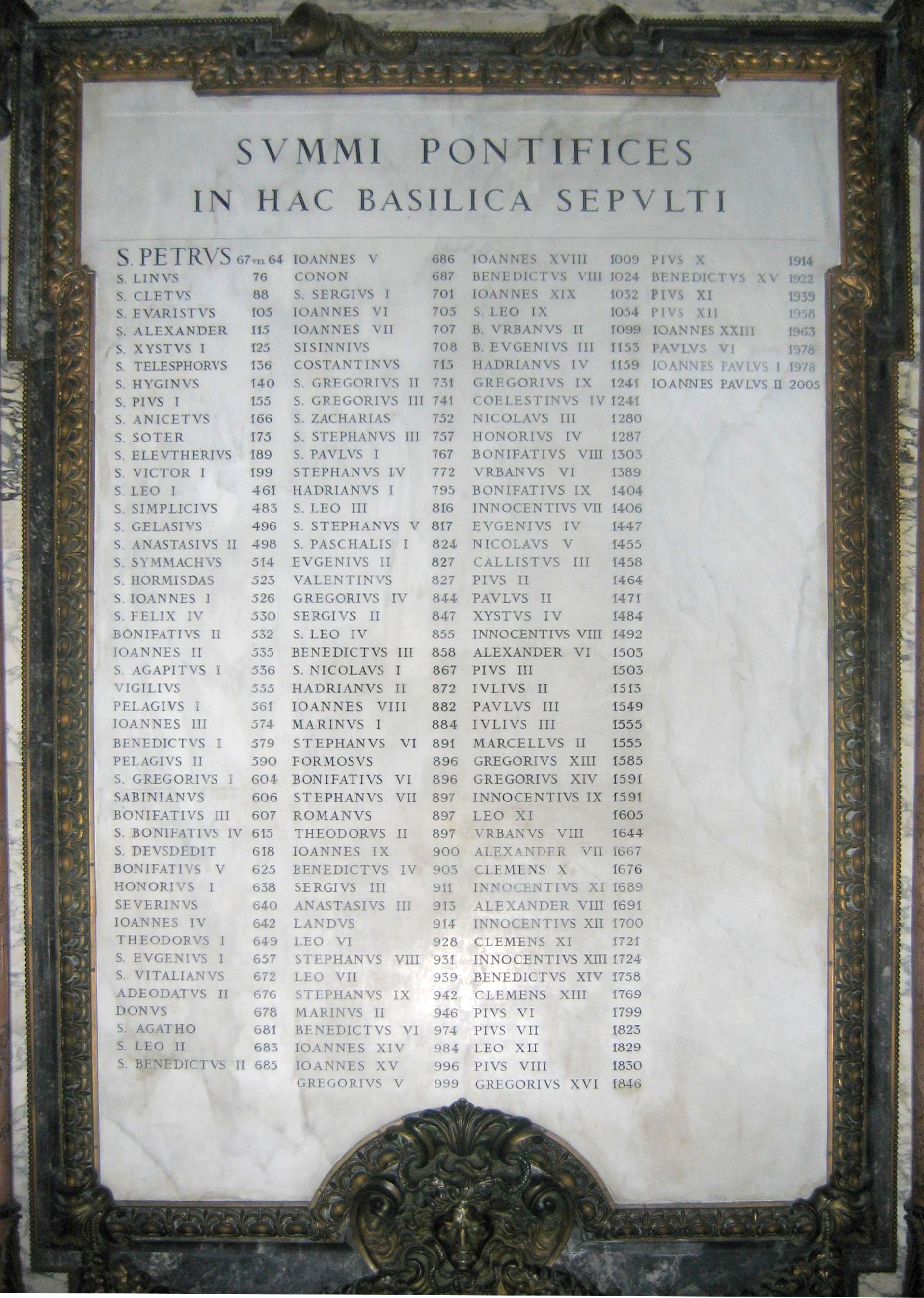
En latin : la liste des papes enterrés sous la basilique Saint-Pierre à Rome (Saint-Siège).

Un nom de règne est adopté par le pape nouvellement élu à l’issue du conclave lorsque le doyen du Collège des cardinaux lui demande « Acceptez-vous votre élection canonique comme souverain pontife ? » (en latin Acceptasne electionem de te canonice factam in Summum Pontificem ?). Le conclave prend fin une fois que le souverain pontife a répondu favorablement à cette question du doyen puis a choisi son nom de règne à la suite de la question « De quel nom voulez-vous être appelé ? » (en latin Quo nomine vis vocari ?)
Le nom du nouveau pape est proclamé à la foule romaine par le cardinal protodiacre depuis le balcon central de la basilique Saint-Pierre au Vatican, selon la locution Habemus papam :

« Annuntio vobis gaudium magnum : habemus Papam, eminentissimum ac reverendissimum Dominum, Dominum [nom de baptême de l’élu], Sanctae Romanae Ecclesiae Cardinalem [nom de famille de l’élu], qui sibi nomen imposuit [nom et éventuellement numéro de règne de l’élu]. »
« Je vous annonce une grande joie : nous avons un Pape, le très éminent et très révérend Seigneur, Monseigneur [nom de baptême de l’élu], cardinal de la sainte Église romaine [nom de famille de l’élu], qui s’est donné le nom de [nom et éventuellement numéro de règne de l’élu]. »

Ce nom de règne est désormais le seul nom sous lequel sera désigné le nouveau pape pendant toute la durée de son pontificat, c’est-à-dire en principe, jusqu’à la fin de sa vie. La coutume de changer de nom en montant sur le trône pontifical ne date pas des origines de la fonction pontificale, mais, en accordant les noms des papes modernes avec les anciens, en respectant une unité de style dans la nomenclature de tous les papes depuis les origines, elle contribue à sa manière à la pérennité de cette institution.

## Sens religieux des changements de nom
Dans l'Ancien Testament comme dans le Nouveau, les changements de nom sont des signes de conversion, d'élection par Dieu et d'attribution d'une mission nouvelle. Dans la Bible, Abram devient Abraham (Genèse 17:5), Jacob devient Israël, Hoshea devient Yehoshua (Josué),  Simon devient Pierre et Saul devient Paul.
L'usage des changements de nom se développe à partir du IIIe siècle dans la tradition monastique. C'est à l'occasion de la profession des vœux monastiques que le postulant reçoit de son supérieur un nouveau nom.
En Orient, chaque évêque reçoit un nouveau nom, différent de son nom de baptême. Cette réception a lieu généralement lors de la prise d'habit monastique. Le changement de nom des papes est une survivance en Occident de cette pratique qui est générale en Orient. Mais pour les papes, le nom ne peut pas être reçu d'un supérieur puisque, de par son élection, il n'a plus de supérieur parmi ses contemporains.

## Formes et variantes des noms des papes
Les noms des papes varient d’une langue à l’autre. Il est d’usage de « traduire » ces noms par leur équivalent dans les langues vernaculaires. Ainsi, un pape appelé Ioannes en latin ou Ιωάννης / Ioánnis en grec est appelé Jean en français, John en anglais, Giovanni en italien, Johannes en allemand, János en hongrois, Juan en espagnol...

### Des noms et des langues
De telles « traductions » ne sont pas toujours possibles. Certains prénoms gardent en français leur forme latine ou grecque, faute d’équivalent : Lucius, Hormisdas, Honorius, Donus, Sisinnius, etc.
Dans les langues des cultures non catholiques, les noms utilisés pour désigner les papes sont souvent empruntés à d’autres langues. En turc, il est d’usage de désigner les papes par leur nom français précédé du numéro et Jean-Paul II et Benoît XVI sont appelés généralement ikinci Jean-Paul et onaltıncı Benoît ; cependant l’anglais gagne du terrain, et on trouve de plus en plus souvent les formes ikinci John Paul et onaltıncı Benedict. On peut même trouver des formes en latin ou en italien. De plus, ces formes sont parfois écrites en respectant l’orthographe d’origine, parfois écrites phonétiquement Jan Pol, Benedikt...[réf. souhaitée]
La domination culturelle d’un État sur un autre influe sur les noms. En azéri, langue très proche du turc, on utilise les noms russes et Jean-Paul II s'appelle ikinci İoann Pavel, à comparer avec la forme russe Иоанн Павел второй (Ioann Pavel vtoroï). En tagalog ou philippin, langue officielle des Philippines, les noms des papes sont identiques aux noms espagnols. Dans les pays du nord de l’Europe de tradition protestante, les noms latins des papes sont le plus souvent repris tels quels, même si des équivalents existent dans la langue locale.
Le christianisme étant implanté de longue date dans certains pays arabes, les noms des saints orthodoxes et catholiques, et donc ceux des papes, existent en langue arabe. Ces noms sont parfois différents de leur équivalent dans la tradition musulmane : « Jean » se traduit en arabe par يوحنّا, yūḥannā si c’est le nom d’un chrétien, donc d'un pape, mais les musulmans, seuls, appelleront يحيی yaḥyā le prophète saint Jean-Baptiste.

### Ambiguïté de certains noms
Même dans les listes « officielles » en latin il peut arriver que certains noms différents mais de consonance ou de sens voisins aient été confondus a posteriori, occasionnant des simplifications ou des erreurs. Ainsi, les trois premiers papes Sixte de l’Antiquité semblent avoir porté le nom grec de Xystos qui signifie étymologiquement « lisse », ou peut-être le prænomen (prénom latin) Sextus signifiant « sixième (né) ». Les deux ont été confondus en un nom unique, Sixtus, et ce nom a ensuite été repris par deux autres papes durant la Renaissance.
Le même « mélange » s’est produit pour des raisons de consonance pour les « Martin » et les « Marin » (voir plus bas). Cette confusion est cependant perçue aujourd’hui comme une erreur et les deux noms, maintenant considérés comme distincts, suivent chacun leur numérotation propre.
De 615 à 618 a régné un pape nommé en latin Deusdedit, ce qui signifie exactement « Dieu a donné ». De 672 à 675 a régné un autre pape dont le nom latin Adeodatus signifie sensiblement la même chose. On a pris l’habitude depuis de considérer ces deux noms comme des variantes du même, et d’appeler ces deux papes dans les listes en latin Adeodatus primus et Adeodatus secundus. Ces noms sont le plus souvent francisés en Adéodat Ier et Adéodat II, mais dans certaines listes, le premier est parfois appelé « Dieudonné » et le second « Adéodat ». On trouve aussi parfois les formes « Dieudonné Ier » et « Dieudonné II ».
Le cas du troisième pape, appelé « Clet » ou « Anaclet » selon les sources, est détaillé à l’article Anaclet.

## Histoire

### Noms des premiers papes

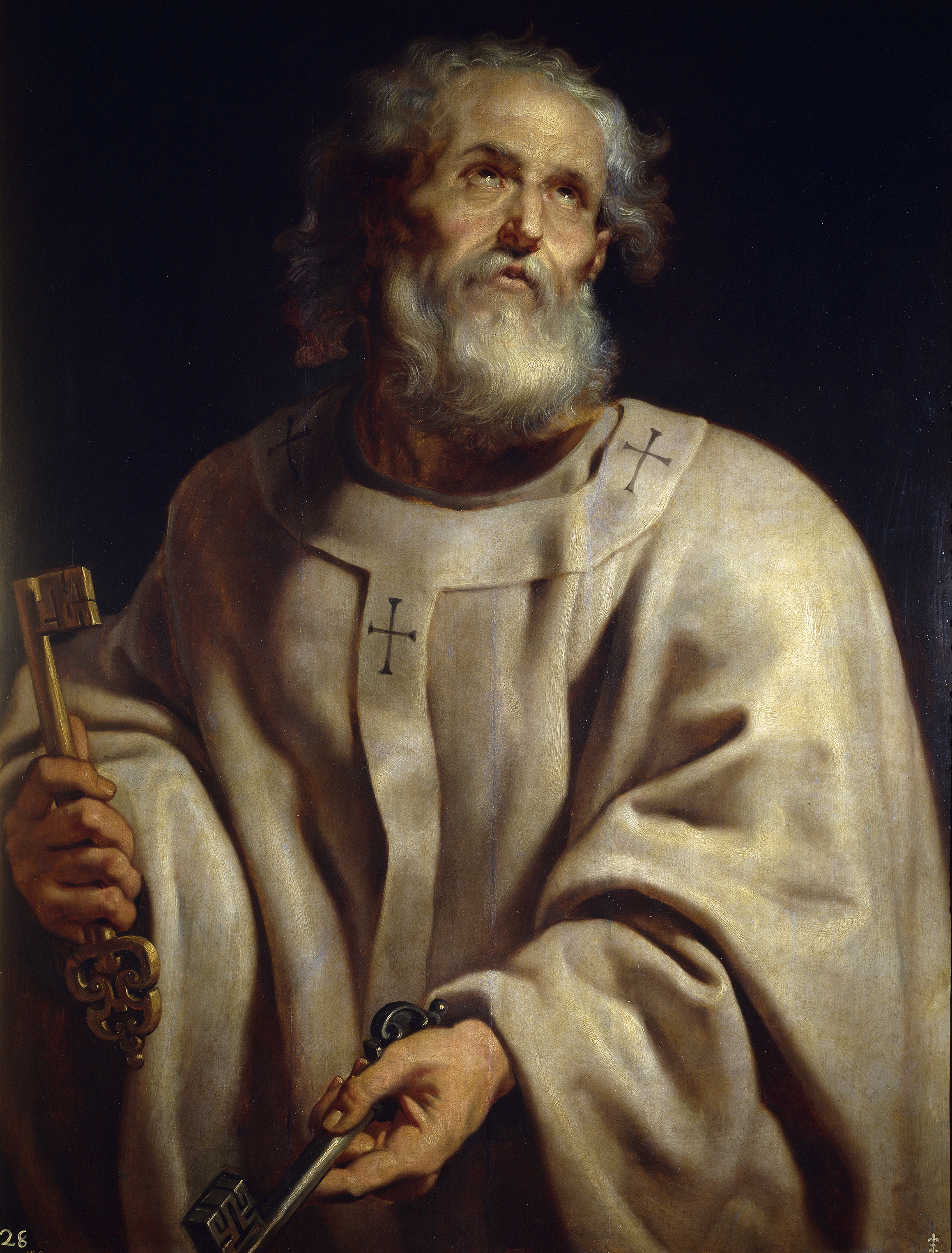
Simon Pierre, apôtre et premier pape, peint par Rubens.

On ne sait pas grand-chose des premiers papes, et le peu qu’on en sait se réduit bien souvent à leur nom.
On pense généralement que les premiers papes nous sont connus sous leur vrai nom. Rien ne permet de l’affirmer, vu la pauvreté des sources. D'après l’Évangile selon Matthieu, l’apôtre Pierre était nommé « Simon fils de Jonas » avant que le Christ ne le renomme par une phrase qui, pour les catholiques, fonde également l’institution de la papauté qui lui est confiée :
« σὺ εἶ Πέτρος, καὶ ἐπὶ ταύτῃ τῇ πέτρᾳ οἰκοδομήσω μου τὴν ἐκκλησίαν. »
« Tu es Petrus, et super hanc petram aedificabo Ecclesiam meam. » (Vulgate)
« Tu es Pierre, et sur cette pierre, je bâtirai mon Église. »
De ses successeurs immédiats, on ne sait pas grand-chose. Il y a un certain flou dans la liste des premiers papes, selon les sources, en particulier sur les dates de leur règne et sur le nom et la place chronologique du pape Anaclet que d’autres appellent « Clet ».
Les premiers papes pouvaient être d’origine juive, latine, grecque, ou originaires du Moyen-Orient, d’Afrique du Nord ou de toute autre partie de l’Empire romain ; pourtant, les noms qui nous sont parvenus d’eux sont presque toujours latins ou grecs, langues officielles de l’Empire. On peut penser que ces noms sont des traductions de leur nom originel, ou bien que ces personnes étant des citoyens romains sans être forcément ethniquement des latins avaient un nom usuel dans leur langue et un nom officiel en grec ou latin. Certains d’entre eux avaient peut-être même déjà eu l’occasion de changer de nom en entrant en religion bien avant de devenir pape. Les noms latins qui nous sont restés sont indifféremment des prænomina, des nomina ou des cognomina, c’est-à-dire des prénoms, des noms de famille ou des surnoms, sans qu’on en sache la raison.
Seuls deux noms de papes sont d’origine hébraïque, mais ils sont tirés du Nouveau Testament et ils apparaissent très tardivement, à une époque où le christianisme est déjà tout à fait séparé du judaïsme. Ces noms sont « Jean » (en 523, du prophète saint Jean-Baptiste) et « Zacharie » (en 741, de saint Zacharie, père du précédent). Enfin, seuls deux papes semblent avoir porté un nom germanique : Landon, au Xe siècle et François en 2013, bien que ce dernier ait choisi un prénom qui possède une origine partagée germanique et latine. Par ailleurs Landon est également le dernier pape avant François également (si on excepte Jean-Paul Ier dont le nom de règne rend hommage à ses deux prédécesseurs immédiats) à porter un nom inédit ; après lui, les papes porteront toujours un nom porté par au moins un de leurs prédécesseurs et bien vite apparaîtra l’habitude du changement systématique de nom.
Les premiers papes furent presque tous considérés comme saints jusqu’au VIe siècle. De ce fait, les noms sous lesquels ils sont connus devinrent par la suite des prénoms de baptême pour les générations suivantes, et beaucoup sont encore donnés de nos jours.

### Origine du changement de nom des papes
Le premier cas attesté de changement de nom est un dénommé Mercurius, élu pape en 533, qui, pour ne pas règner sous le nom d’un dieu païen, a pris le nom de Jean II. Cela s’est reproduit lorsqu’un homme portant le nom d’un dieu ou d’un empereur païen était élu : en 955, un dénommé Octavien est devenu pape sous le nom de Jean XII.
En 983, Pierre Campanora devint pape sous le nom de Jean XIV. La raison cette fois-ci était qu’il ne voulait pas qu’il y eût un autre pape Pierre que saint Pierre l’apôtre et premier pape. Les quelques autres Pierre qui accéderont à la papauté changeront toujours de nom pour cette raison.
Peu après, dès 996, fut élu le premier pape d’origine germanique, Bruno de Carinthie. Lui succéda en 999 le premier pape français, Gerbert d’Aurillac. Tous deux portaient des prénoms germaniques tout à fait étrangers à la tradition papale (malgré un précédent, Landon qui portait aussi un prénom germanique bien qu’étant originaire d’Italie). Ils en changèrent donc et devinrent respectivement Grégoire V et Sylvestre II. À cette époque, les prénoms germaniques étaient déjà très répandus, et pas seulement en pays germaniques. Désormais, tous ceux qui en portaient changèrent de nom en devenant pape. Les seules exceptions ne concernent que des antipapes du XIe siècle qui ne nous sont connus que sous leur nom germanique d’origine : Thierry et Albert.
Pour toutes ces raisons, la nécessité de changer de nom concernait déjà la plupart des papes à la fin du Xe siècle, mais cette coutume s’établit dès lors pour tous les papes, quel que soit leur nom d’origine. On y trouva une signification symbolique : le nouveau pape n’est plus le même homme qu’avant son avènement et son nom ne saurait être le même. C’était donner une importance nouvelle à cet avènement, bien qu’il n’ait jamais été reconnu comme un sacrement au même titre que l’ordination d’un prêtre ou la consécration d’un évêque.
Jusqu’à la fin du XIIe siècle approximativement, on était considéré comme pape non pas dès l’instant de l’élection comme c’est le cas aujourd’hui, mais à partir de l’intronisation (appelée plus tard « couronnement »). Celle-ci était indispensable pour plusieurs raisons, en particulier parce qu’il fallait attendre l’assentiment de l’empereur, mais aussi parce que de nombreux élus n’étaient pas évêques, ni même prêtres et devaient donc être ordonnés avant toute prise de fonction. Le pape Grégoire VII élu en 1073 insistait encore sur le fait que c’est l’intronisation qui fait le pape. En raison de situations politiques souvent chaotiques, certains papes élus mirent beaucoup de temps avant d’être intronisés, parfois plus d’un an. L’évêque Guibert de Ravenne, désigné pape (mais aujourd’hui considéré comme antipape) par l’empereur en 1080, ne put être intronisé à Rome qu’en 1084 : pendant ces quatre années, il ne se considéra lui-même que comme un « pape élu » et non un pape en exercice. Il ne choisit son nom de règne, Clément III, qu’au moment de son intronisation. On peut donc supposer que si ses deux successeurs immédiats, les antipapes Thierry et Albert, n’ont pas changé de nom, c’est tout simplement parce qu’ils n’ont pas été intronisés, ou bien que leur intronisation clandestine n’a pas laissé de trace historique du nom qu’ils choisirent.
Depuis 996, seuls deux papes ont conservé leur prénom d’origine : Adrian Florensz Dedal est devenu Adrien VI en 1522 et Marcello Cervini est devenu Marcel II en 1555. Giuliano della Rovere aurait peut-être souhaité en faire autant en 1503, mais le nom de Julien n’avait jamais été porté par un pape avant lui. Il se contenta donc de Jules, nom déjà porté une fois, et devint le pape Jules II. À l’époque de Landon, la papauté était confisquée par quelques familles romaines, dont celle des Théophylactes, et les noms qui en sortaient étaient bien peu variés. Quand peu après le changement de nom devint un usage, tous les papes respectèrent le principe de reprendre un nom déjà porté avant eux par au moins un pape, jusqu’à François en 2013 (le cas de Jean-Paul Ier en 1978 est particulier, car il choisit ce prénom pour se placer dans la continuité de ses deux prédécesseurs, les papes Jean XXIII et Paul VI. Il fut de ce fait le premier pape à porter un nom double).

## Signification du nom de règne
Le nom de règne choisi par un nouveau pape peut avoir mille significations, et la raison du choix de beaucoup d’entre eux nous est inconnue. Le nouveau pape peut choisir de rendre hommage à un saint en particulier, à un parent ou à un prédécesseur, voire à une église où il a officié. Et, pourquoi pas, à plusieurs personnes à la fois portant le même prénom.
Lorsque Gerbert d’Aurillac devint le pape de l’an 1000, il choisit le nom de Sylvestre II en référence à Sylvestre Ier, pape sous l’empereur Constantin Ier qui reconnut le christianisme comme religion de l’Empire romain. De nombreux papes choisirent en référence un lointain et glorieux prédécesseur, par exemple Grégoire Ier ou Léon Ier, au détriment des noms de prédécesseurs plus immédiats, parfois avec la volonté de redorer la fonction papale victime des règnes précédents. En particulier, après la période de grande décadence de la papauté du Xe siècle à la première moitié du XIe siècle, où les noms les plus portés étaient Jean, Benoît, Léon et Étienne, vint une période de réforme appelée généralement réforme grégorienne en référence à Grégoire VII, bien qu’elle s’amorçât avant le règne de celui-ci. En réaction avec les papes de la période précédente, de nombreux prénoms d’anciens papes furent exhumés, et la liste des papes de 1046 à 1145 montre un nombre impressionnant de noms suivis du numéral II. Ces prénoms (ainsi que celui de Grégoire) furent réemployés au siècle suivant, puis encore ensuite, d’où une nouvelle série des mêmes noms suivis du numéral III, puis IV, avant que ce système se délite de lui-même à la « génération V ». Les turpitudes de la période des Théophylactes étant oubliées, les prénoms Jean et Benoît revinrent à la mode. En revanche, Léon dut attendre encore quelques siècles avant de réapparaître, et Étienne ne fut jamais réutilisé, peut-être en raison du problème de numérotation lié à ce nom.
Durant la période du Grand Schisme d’Occident, les papes de Rome, d’Avignon et de Pise choisirent des prénoms bien distincts. Après la réunification de la papauté, les papes choisirent dans un premier temps d’exclure les noms des papes des trois anciennes obédiences et exhumèrent des noms tombés en désuétude, le premier d’entre eux choisissant son nom en seule référence au saint du calendrier au 11 novembre 1417, jour de son élection : saint Martin de Tours. Il devint le pape Martin V.
À la période de la Renaissance, de nombreux prénoms différents furent employés, certains habituels, d’autres anciens et tombés en désuétude, sans autre limite que de choisir toujours un prénom déjà porté au moins une fois. Certains allèrent jusqu’à conserver leur prénom de baptême : Adrien VI, Marcel II et, avec une altération minime, Jules II. Un autre abrégea son nom de famille : le cardinal Piccolomini devint le pape Pie II. Rodrigo Borgia choisit de s’appeler Alexandre VI en référence avouée à Alexandre le Grand de Macédoine ; la Renaissance permettant les références à l’Antiquité païenne.
Certains élus reprirent tout simplement le nom d’un précédent pape membre de leur famille. Si Pie III était le neveu de Pie II, Honorius IV était le petit-neveu d’Honorius III et Léon XI le petit-neveu de Léon X.

### Les écarts de plus de500 ansentre deux noms de règne consécutifs
| Noms des papes                | Écart          | Fin du précédent pontificat | Début du pontificat suivant |
| ----------------------------- | -------------- | --------------------------- | --------------------------- |
| Pie Ier et Pie II             | env. 1 303 ans | env. 155                    | 1458                        |
| Marcel Ier et Marcel II       | 1 246 ans      | 309                         | 1555                        |
| Jules Ier et Jules II         | 1 151 ans      | 352                         | 1503                        |
| Sixte III et Sixte IV         | 1 031 ans      | 440                         | 1471                        |
| Clément Ier et Clément II     | env. 949 ans   | env. 97                     | 1046                        |
| Alexandre Ier et Alexandre II | env. 946 ans   | env. 115                    | 1061                        |
| Calixte Ier et Calixte II     | env. 897 ans   | env. 222                    | 1119                        |
| Lucius Ier et Lucius II       | 890 ans        | 254                         | 1144                        |
| Urbain Ier et Urbain II       | env. 858 ans   | env. 230                    | 1088                        |
| Victor Ier et Victor II       | env. 856 ans   | env. 199                    | 1055                        |
| Innocent Ier et Innocent II   | 713 ans        | 417                         | 1130                        |
| Célestin Ier et Célestin II   | 711 ans        | 432                         | 1143                        |
| Paul Ier et Paul II           | 697 ans        | 767                         | 1464                        |
| Sylvestre Ier et Sylvestre II | 664 ans        | 335                         | 999                         |
| Damase Ier et Damase II       | 633 ans        | 384                         | 1047                        |
| Jean XXII et Jean XXIII       | 624 ans        | 1334                        | 1958                        |
| Gélase Ier et Gélase II       | 622 ans        | 496                         | 1118                        |

Ce tableau montre les écarts de plus de 500 ans entre deux noms de règne consécutifs. La plupart du temps, ces écarts sont entre le premier pape qui choisit un nouveau nom et le second qui choisit le même. Sur un écart de plus de 500 ans, il n'y a que les Sixte et les Jean qui ne sont pas premier et deuxième porteur du nom.

### Lapietas
Mais depuis que les papes changent de nom au moment de leur accession au pontificat, la raison la plus souvent invoquée pour un changement de nom est une référence à un prédécesseur pas trop lointain envers lequel le nouvel élu entend exprimer sa gratitude pour des raisons personnelles. On a appelé cette coutume pietas, ce qui signifie la piété en latin.
De plus en plus souvent, des papes nouvellement élus choisirent le nom du pape qui les avait fait cardinaux, ou grâce auquel ils étaient montés en grade dans la hiérarchie. Ainsi Clément XIV avait été nommé cardinal par Clément XIII, lui-même fait cardinal par Clément XII, lui-même fait cardinal par Clément XI. Clément X avait déjà été créé cardinal par son prédécesseur immédiat Clément IX.
D’autres hommages sont plus subtils, certains élus honorant la mémoire d’un pape ayant aidé leur famille ou, dans l’autre sens, dont la famille avait permis leur élection. Alexandre VIII fut élu grâce à l’influence déterminante du cardinal Flavio Chigi, neveu du pape Alexandre VII (les deux Alexandre avaient par ailleurs été nommés cardinaux le même jour). La systématisation de ce système à partir du XVIe siècle a conduit à un grand appauvrissement des noms de papes et, de fait, les quatorze papes qui se sont succédé de 1644 à 1774 n’ont porté que quatre prénoms différents.

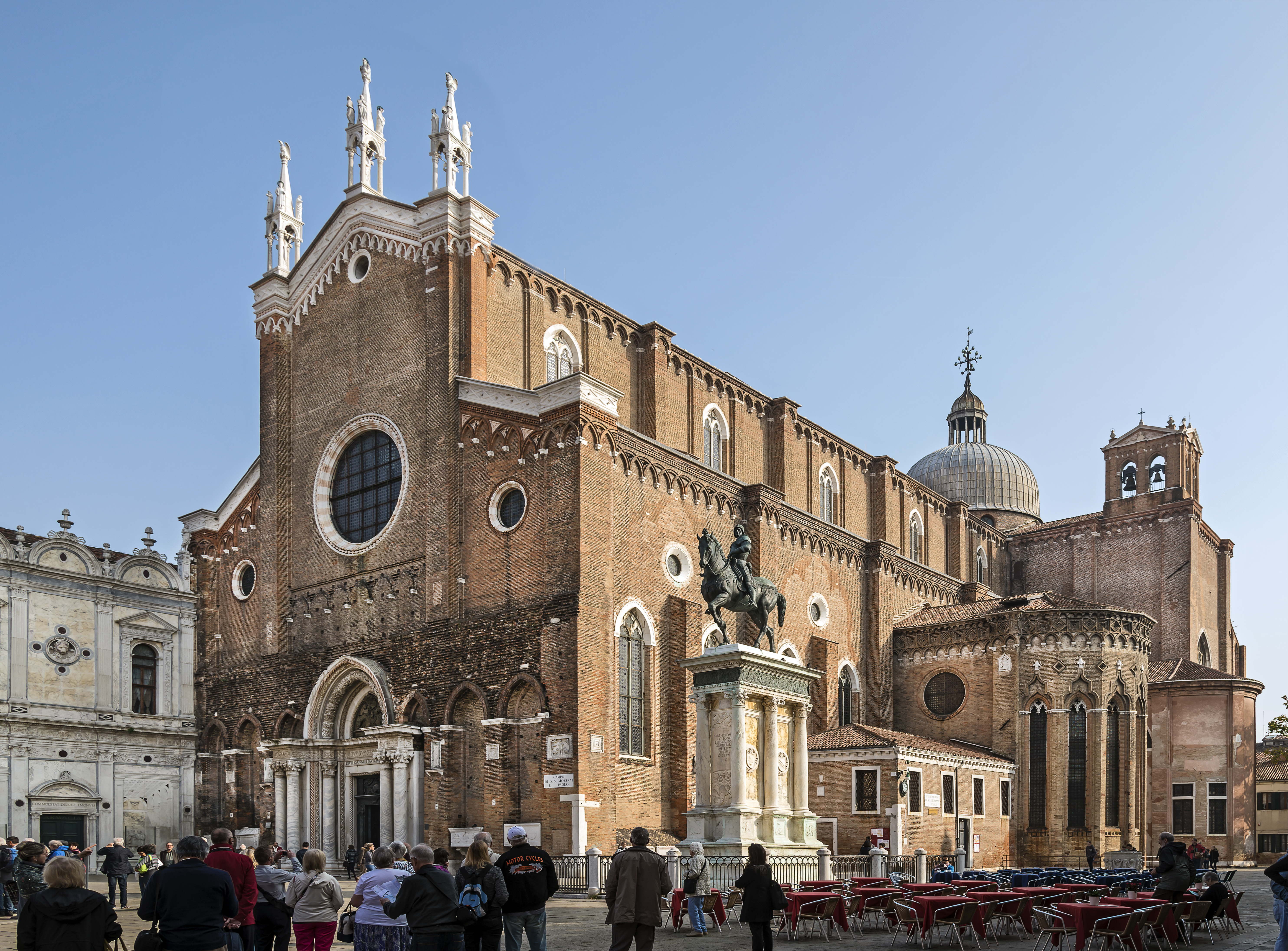
La basilique Saints-Jean-et-Paul de Venise est-elle à l’origine du nom des deux papes Jean-Paul ?

### Les papes contemporains
- Jean XXIII. Élu à la succession de Pie XII le 28 octobre 1958, Angelo Roncalli choisit le nom de Jean XXIII, exhumant ainsi un nom qui n’avait plus été porté depuis des siècles.
- Paul VI. Giovanni Battista Montini est élu pape le 21 juin 1963.

Les papes suivants ont pris l’habitude de rendre hommage à leurs prédécesseurs récents :
- Jean-Paul Ier. Jean-Paul Ier fait explicitement référence à ses deux prédécesseurs immédiats : Jean XXIII et Paul VI, respectivement initiateur et continuateur du concile Vatican II dont les travaux ont modernisé l'Église catholique. Ce choix laisse donc penser qu'Albino Luciani, le nouvel élu, entendait poursuivre la politique de modernisation accomplie par ces derniers. On a aussi pu voir dans le nom Jean-Paul un hommage à la ville de Venise dont Luciani était l'évêque et où une basilique porte le nom de Saints-Jean-et-Paul (San Zanipolo). Son règne très bref (33 jours) ne permit que d’esquisser un style nouveau.
- Jean-Paul II. Après la mort subite et inattendue de Jean-Paul Ier, un successeur semblable était attendu. Le journal Le Monde n'hésitait ainsi pas à titrer le 10 octobre 1978 « À la recherche de Jean-Paul II ». Et de fait, le 16 octobre, le cardinal Wojtyła fut élu et c’est ce nom-là qu’il choisit, une rumeur voulant que les cardinaux le dissuadassent de son choix initial de s'appeler Stanislas Ier, nom inédit à consonance trop étrangère[2].
- Benoît XVI. En optant pour le nom Benoît XVI, Joseph Ratzinger a lui-même déclaré qu'il s'agissait d'une double référence à saint Benoît de Nursie et au pape Benoît XV qui avait exhorté à la paix durant la Première Guerre mondiale.
- François. Élu pape le 13 mars 2013, le cardinal argentin Jorge Mario Bergoglio choisit quant à lui un nom totalement inédit : François. Les premiers commentaires font allusion à la double référence à saint François d'Assise et à saint François Xavier.
- Léon XIV. Élu pape le 8 mai 2025, le cardinal américano-péruvien Robert Francis Prevost choisit le nom de Léon XIV en hommage au pape Léon XIII.

## Numérotation des papes

### Origine

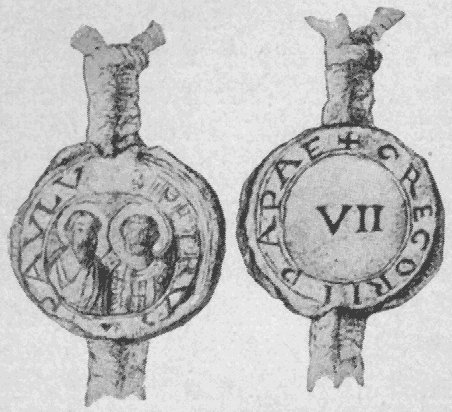
Le sceau du pape Grégoire VII (1073–1085) porte son numéro.

Lorsque tous les papes portaient des noms différents, il n’y avait pas de problème de confusion dans les listes. En l’an 257, Sixte, qu’on appelle aujourd’hui Sixte II, était le premier pape à porter un nom déjà utilisé. Cela se reproduisit de plus en plus souvent, jusqu’en 913 où Landon fut le dernier pape à porter un nom inédit jusqu'à Jean-Paul Ier.
À partir de Pélage II (579–590), pour distinguer deux papes du même nom ayant régné l’un peu après l’autre, on adjoignit le mot junior au second. Puis, lorsqu’il y eut trois papes du même nom, on ajouta secundus junior... Pour éviter les confusions occasionnées par ce système compliqué, on commença occasionnellement, dès Grégoire III (731–741), à ajouter un numéro au nom du pape, mais cette coutume ne fut la règle sur les documents officiels qu’à partir du Xe siècle. Cette coutume est donc à peu près contemporaine du changement systématique de nom des papes. À partir de Léon IX (1049–1054), le numéro apparaît aussi sur les bulles pontificales (sceaux) et sur l’Anneau du pêcheur.
Les papes ayant régné avant l’adoption de cette numérotation ont été numérotés a posteriori, par commodité. Les papes portant un nom jamais réutilisé depuis n’ont pas été numérotés puisque c’est inutile ; cependant, quand en 1978 Albino Luciani, devenu pape, a choisi de porter un prénom inédit, le premier depuis Landon (913–914), il a porté le numéro Ier de son vivant, suivant en cela l’usage moderne des rois européens (voir par exemple Louis-Philippe Ier, Michel Ier ou Juan Carlos Ier) : il est devenu le pape Jean-Paul Ier avant même qu’il y ait eu un pape Jean-Paul II. François est ostensiblement revenu à l'usage ancien.
Les antipapes antérieurs à l’adoption de cette coutume n’ont généralement pas été numérotés a posteriori, exceptions faites de Félix II — qui, bien que n’étant pas considéré comme pape légitime, a longtemps été pris par erreur pour un saint et, à ce titre, est longtemps resté sur les listes — et des antipapes Boniface VII et Jean XVI, ce qui a provoqué des erreurs dans la numérotation des papes postérieurs portant les mêmes noms... à moins que leur numérotation a posteriori n’ait été faite que pour justifier ces erreurs.
Les antipapes postérieurs à l’adoption de la numérotation ont adopté en tout point cette coutume puisqu’ils se considéraient comme des papes légitimes. Mais n’étant pas reconnus par l’Église, leur nom et numéro ont été considérés comme toujours disponibles et, quand un pape légitime plus récent reprenait le même nom, il reprenait le numéro avec. Pendant le Grand Schisme d’Occident, par exemple, des antipapes appelés Clément VII, Benoît XIII, Jean XXIII, Clément VIII ont régné, ce qui n’a pas empêché plus tard les papes légitimes Clément VII, Clément VIII, Benoît XIII et Jean XXIII de porter à leur tour les mêmes noms et numéros.

### Anomalies de numérotation
Si l’on observe la liste des papes la plus admise, on constate quelques anomalies dans la numérotation de certains noms. La plupart sont dues à des antipapes un temps considérés comme légitimes, mais d’autres sont de simples erreurs.

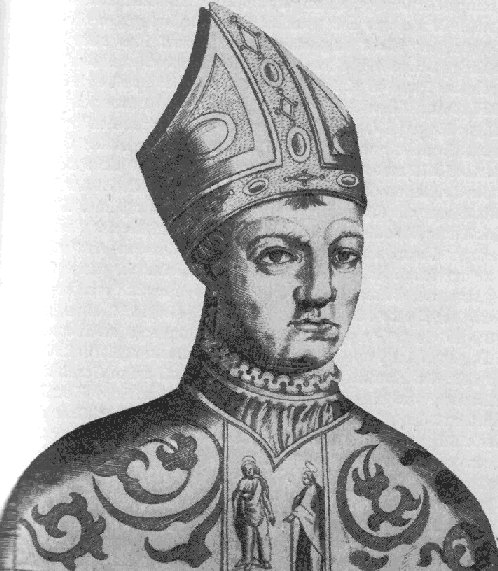
L’antipape Jean (1410–1415).

- Boniface VII, Benoît X et Alexandre V :
Comme nous venons de le voir, l’Église catholique romaine considère le règne des antipapes comme nul et non avenu et le numéro d’un antipape est en principe repris plus tard si un pape choisit le même nom de règne. Les noms et numéros de trois antipapes n’ont cependant pas été repris : Boniface VII, Benoît X et Alexandre V. Après eux, les papes légitimes portant les mêmes noms se sont appelés Boniface VIII, Benoît XI et Alexandre VI. La raison première est qu'à l'époque où ces papes durent choisir leur nom de règne, la validité du pontificat de leurs prédécesseurs n'était pas toujours clairement établie et les listes de papes légitimes différaient de celles que nous connaissons aujourd'hui.
- Félix II :
De la même façon, Félix II est aujourd’hui considéré comme antipape. Félix III et Félix IV ne portaient pas de numéro de leur vivant, l’habitude de numéroter les papes datant de bien après leur règne, et leur numéro leur a été attribué plus tard. Il est peut-être préférable d’appeler ces derniers papes légitimes respectivement Félix II et Félix III comme le font d'ailleurs certaines listes, mais le fait qu’il y a eu plus tard un antipape explicitement appelé Félix V incite, pour l'instant, à conserver les noms de Félix III et Félix IV ; ce qui n'interdit en rien à un hypothétique futur pape de choisir le nom de règne de Félix IV et de trancher définitivement la question.
- Jean XVI et Jean XX :
Le premier est le nom d’un antipape, mais il n’y a eu ni pape ni antipape du nom de Jean XX. Quand en 1276, Pedro Julião est devenu pape et a choisi le nom de Jean, ses prédécesseurs du même nom étaient déjà fort nombreux, et mal numérotés selon les différentes listes divergentes publiées à l’époque. Certaines comptaient pour valables des antipapes, dont celui qu’on appelle aujourd’hui Jean XVI, une autre comptait deux fois Jean XIV comme deux personnes distinctes. Et Pedro Julião devint, par erreur, Jean XXI au lieu de Jean XIX ou Jean XX.
- Alexandre V et Jean XXIII :
Alexandre V était un pape de Pise de 1409 à 1410 durant le Grand Schisme d’Occident. L’illégitimité des papes de Pise faisait encore débat en 1492, quand Rodrigue Borgia fut élu pape. Il choisit de s'appeler Alexandre VI.
Si le nom de l’autre pape de Pise, Jean XXIII (Baldassarre Cossa, 1410–1415) a été repris par Jean XXIII (Angelo Giuseppe Roncalli, 1958–1963), c’est qu’après cinq siècles et demi la polémique a pu s’éteindre. Pourtant le choix de reprendre le numéro XXIII et d'invalider définitivement l'antipape fut loin de faire l'unanimité. Au moment de l'élection, la plupart des encyclopédies et dictionnaires mentionnait encore les antipapes Alexandre V et Jean XXIII comme des papes valides. Les journaux qui s'amusaient à énumérer les noms possibles du futur pape citaient plus volontiers Jean XXIV que Jean XXIII. Après l'élection, certains historiens de l'Église ont continué de dire que ce choix était une erreur.
- Martin II et Martin III :
Il n’y a eu ni papes, ni antipapes des noms de Martin II et Martin III. C’est en 1281, lorsque Simon de Brion devenu pape a choisi le nom de Martin que l’erreur a été commise : on a considéré à tort que le prénom Marin était le même que Martin et on a listé les papes Marin Ier et Marin II comme Martin II et Martin III respectivement. Simon de Brion est ainsi devenu Martin IV. L’erreur a plus tard été rectifiée pour les deux Marin, mais la mauvaise numérotation de Martin IV, et plus tard de Martin V, est restée.
- Étienne IX ou Étienne X ?
Étienne, prêtre élu pape en 752, est mort immédiatement après, avant d’avoir été ordonné évêque. Comme à cette époque le pape était avant tout évêque de Rome, c’était l'ordination et non l’élection qui marquait le début du pontificat. Cet Étienne a donc été dès l'origine exclu des listes. Ses sept premiers successeurs du même nom ne portaient pas de numéro de leur vivant, mais ont été considérés rétroactivement comme Étienne II jusqu’à Étienne VIII. Lorsqu’un nouvel Étienne a été élu en 1057, après l’adoption de la numérotation, il s’est naturellement appelé Étienne IX.
À partir du XVIe siècle, on commença à considérer le pape-élu Étienne comme un pape légitime ; il a donc fallu l'appeler Étienne II et renuméroter les Étienne suivants d’Étienne III à Étienne X... bien que ce dernier s’appelât Étienne IX de son vivant. Mais à compter de l’édition de 1961 de l'Annuario pontificio qui sert de facto de liste officielle, cet Étienne II a une nouvelle fois été supprimé, et les Étienne suivants ont de nouveau été numérotés de II à IX. Dans les listes officieuses, on peut trouver les deux numérotations, un certain flou règne.
Le même problème aurait pu se poser avec un autre pape éphémère, Célestin II, pour des raisons assez semblables, mais son exclusion de la liste n’a jamais fait débat (quitte à le qualifier abusivement d’antipape). La numérotation des papes étant déjà courante à son époque, le pape Célestin suivant s’appela tout naturellement lui aussi Célestin II. Quant à l’autre pape éphémère, Grégoire XI, son élection n’est peut-être qu’une légende et son numéro, bien sûr, a été repris par le pape Grégoire XI légitime.

## Tableau synoptique des noms de papes utilisés
De Pierre à Léon XIV, la liste de l’Annuario pontificio compte 267 papes. Toutefois, elle compte trois fois Benoît IX qui a été élu pape une première fois à l’âge de 12 ou 20 ans selon les sources, puis a été détrôné, est redevenu pape, a vendu sa charge à Grégoire VI, est redevenu encore pape, a une nouvelle fois été chassé, puis a été excommunié et, selon une légende sans fondement historique, se serait fait moine pour expier ses fautes.
De même, la liste compte comme légitimes à la fois Léon VIII et Benoît V qui ont pourtant régné en même temps et étaient rivaux. Elle exclut en revanche les papes d’Avignon et les papes de Pise qui, durant le Grand Schisme d’Occident étaient rivaux des papes de Rome.

### Liste actuelle
En prenant en compte ces bizarreries, il y a 267 papes légitimes, dont les noms se répartissent de la façon suivante :
| Jean                   | Ier | II | III | IV | V | VI | VII | VIII | IX | X | XI | XII | XIII | XIV | XV | —   | XVII | XVIII | XIX | — | XXI | XXII | XXIII |
| Grégoire               | Ier | II | III | IV | V | VI | VII | VIII | IX | X | XI | XII | XIII | XIV | XV | XVI |      |       |     |   |     |      |       |
| Benoît                 | Ier | II | III | IV | V | VI | VII | VIII | IX | — | XI | XII | XIII | XIV | XV | XVI |      |       |     |   |     |      |       |
| Clément                | Ier | II | III | IV | V | VI | VII | VIII | IX | X | XI | XII | XIII | XIV |    |     |      |       |     |   |     |      |       |
| Léon                   | Ier | II | III | IV | V | VI | VII | VIII | IX | X | XI | XII | XIII | XIV |    |     |      |       |     |   |     |      |       |
| Innocent               | Ier | II | III | IV | V | VI | VII | VIII | IX | X | XI | XII | XIII |     |    |     |      |       |     |   |     |      |       |
| Pie                    | Ier | II | III | IV | V | VI | VII | VIII | IX | X | XI | XII |      |     |    |     |      |       |     |   |     |      |       |
| Étienne                | Ier | II | III | IV | V | VI | VII | VIII | IX |   |    |     |      |     |    |     |      |       |     |   |     |      |       |
| Boniface               | Ier | II | III | IV | V | VI | —   | VIII | IX |   |    |     |      |     |    |     |      |       |     |   |     |      |       |
| Urbain                 | Ier | II | III | IV | V | VI | VII | VIII |    |   |    |     |      |     |    |     |      |       |     |   |     |      |       |
| Alexandre              | Ier | II | III | IV | — | VI | VII | VIII |    |   |    |     |      |     |    |     |      |       |     |   |     |      |       |
| Adrien                 | Ier | II | III | IV | V | VI |     |      |    |   |    |     |      |     |    |     |      |       |     |   |     |      |       |
| Paul                   | Ier | II | III | IV | V | VI |     |      |    |   |    |     |      |     |    |     |      |       |     |   |     |      |       |
| Célestin               | Ier | II | III | IV | V |    |     |      |    |   |    |     |      |     |    |     |      |       |     |   |     |      |       |
| Martin                 | Ier | —  | —   | IV | V |    |     |      |    |   |    |     |      |     |    |     |      |       |     |   |     |      |       |
| Nicolas                | Ier | II | III | IV | V |    |     |      |    |   |    |     |      |     |    |     |      |       |     |   |     |      |       |
| Sixte (ou Xyste)       | Ier | II | III | IV | V |    |     |      |    |   |    |     |      |     |    |     |      |       |     |   |     |      |       |
| Félix                  | Ier | —  | III | IV |   |    |     |      |    |   |    |     |      |     |    |     |      |       |     |   |     |      |       |
| Serge                  | Ier | II | III | IV |   |    |     |      |    |   |    |     |      |     |    |     |      |       |     |   |     |      |       |
| Anastase               | Ier | II | III | IV |   |    |     |      |    |   |    |     |      |     |    |     |      |       |     |   |     |      |       |
| Honorius               | Ier | II | III | IV |   |    |     |      |    |   |    |     |      |     |    |     |      |       |     |   |     |      |       |
| Eugène                 | Ier | II | III | IV |   |    |     |      |    |   |    |     |      |     |    |     |      |       |     |   |     |      |       |
| Sylvestre              | Ier | II | III |    |   |    |     |      |    |   |    |     |      |     |    |     |      |       |     |   |     |      |       |
| Victor                 | Ier | II | III |    |   |    |     |      |    |   |    |     |      |     |    |     |      |       |     |   |     |      |       |
| Lucius                 | Ier | II | III |    |   |    |     |      |    |   |    |     |      |     |    |     |      |       |     |   |     |      |       |
| Calixte                | Ier | II | III |    |   |    |     |      |    |   |    |     |      |     |    |     |      |       |     |   |     |      |       |
| Jules                  | Ier | II | III |    |   |    |     |      |    |   |    |     |      |     |    |     |      |       |     |   |     |      |       |
| Pélage                 | Ier | II |     |    |   |    |     |      |    |   |    |     |      |     |    |     |      |       |     |   |     |      |       |
| Adéodat (ou Dieudonné) | Ier | II |     |    |   |    |     |      |    |   |    |     |      |     |    |     |      |       |     |   |     |      |       |
| Théodore               | Ier | II |     |    |   |    |     |      |    |   |    |     |      |     |    |     |      |       |     |   |     |      |       |
| Marin                  | Ier | II |     |    |   |    |     |      |    |   |    |     |      |     |    |     |      |       |     |   |     |      |       |
| Agapet                 | Ier | II |     |    |   |    |     |      |    |   |    |     |      |     |    |     |      |       |     |   |     |      |       |
| Damase                 | Ier | II |     |    |   |    |     |      |    |   |    |     |      |     |    |     |      |       |     |   |     |      |       |
| Pascal                 | Ier | II |     |    |   |    |     |      |    |   |    |     |      |     |    |     |      |       |     |   |     |      |       |
| Gélase                 | Ier | II |     |    |   |    |     |      |    |   |    |     |      |     |    |     |      |       |     |   |     |      |       |
| Marcel                 | Ier | II |     |    |   |    |     |      |    |   |    |     |      |     |    |     |      |       |     |   |     |      |       |
| Jean-Paul              | Ier | II |     |    |   |    |     |      |    |   |    |     |      |     |    |     |      |       |     |   |     |      |       |
| Pierre                 |     |    |     |    |   |    |     |      |    |   |    |     |      |     |    |     |      |       |     |   |     |      |       |
| Lin                    |     |    |     |    |   |    |     |      |    |   |    |     |      |     |    |     |      |       |     |   |     |      |       |
| Anaclet (ou Clet)      |     |    |     |    |   |    |     |      |    |   |    |     |      |     |    |     |      |       |     |   |     |      |       |
| Évariste               |     |    |     |    |   |    |     |      |    |   |    |     |      |     |    |     |      |       |     |   |     |      |       |
| Télesphore             |     |    |     |    |   |    |     |      |    |   |    |     |      |     |    |     |      |       |     |   |     |      |       |
| Hygin                  |     |    |     |    |   |    |     |      |    |   |    |     |      |     |    |     |      |       |     |   |     |      |       |
| Anicet                 |     |    |     |    |   |    |     |      |    |   |    |     |      |     |    |     |      |       |     |   |     |      |       |
| Sôter                  |     |    |     |    |   |    |     |      |    |   |    |     |      |     |    |     |      |       |     |   |     |      |       |
| Éleuthère              |     |    |     |    |   |    |     |      |    |   |    |     |      |     |    |     |      |       |     |   |     |      |       |
| Zéphyrin               |     |    |     |    |   |    |     |      |    |   |    |     |      |     |    |     |      |       |     |   |     |      |       |
| Pontien                |     |    |     |    |   |    |     |      |    |   |    |     |      |     |    |     |      |       |     |   |     |      |       |
| Antère                 |     |    |     |    |   |    |     |      |    |   |    |     |      |     |    |     |      |       |     |   |     |      |       |
| Fabien                 |     |    |     |    |   |    |     |      |    |   |    |     |      |     |    |     |      |       |     |   |     |      |       |
| Corneille              |     |    |     |    |   |    |     |      |    |   |    |     |      |     |    |     |      |       |     |   |     |      |       |
| Denys                  |     |    |     |    |   |    |     |      |    |   |    |     |      |     |    |     |      |       |     |   |     |      |       |
| Eutychien              |     |    |     |    |   |    |     |      |    |   |    |     |      |     |    |     |      |       |     |   |     |      |       |
| Caïus (ou Gaïus)       |     |    |     |    |   |    |     |      |    |   |    |     |      |     |    |     |      |       |     |   |     |      |       |
| Marcellin              |     |    |     |    |   |    |     |      |    |   |    |     |      |     |    |     |      |       |     |   |     |      |       |
| Eusèbe                 |     |    |     |    |   |    |     |      |    |   |    |     |      |     |    |     |      |       |     |   |     |      |       |
| Miltiade               |     |    |     |    |   |    |     |      |    |   |    |     |      |     |    |     |      |       |     |   |     |      |       |
| Marc                   |     |    |     |    |   |    |     |      |    |   |    |     |      |     |    |     |      |       |     |   |     |      |       |
| Libère                 |     |    |     |    |   |    |     |      |    |   |    |     |      |     |    |     |      |       |     |   |     |      |       |
| Sirice                 |     |    |     |    |   |    |     |      |    |   |    |     |      |     |    |     |      |       |     |   |     |      |       |
| Zosime                 |     |    |     |    |   |    |     |      |    |   |    |     |      |     |    |     |      |       |     |   |     |      |       |
| Hilaire                |     |    |     |    |   |    |     |      |    |   |    |     |      |     |    |     |      |       |     |   |     |      |       |
| Simplice               |     |    |     |    |   |    |     |      |    |   |    |     |      |     |    |     |      |       |     |   |     |      |       |
| Symmaque               |     |    |     |    |   |    |     |      |    |   |    |     |      |     |    |     |      |       |     |   |     |      |       |
| Hormisdas              |     |    |     |    |   |    |     |      |    |   |    |     |      |     |    |     |      |       |     |   |     |      |       |
| Silvère                |     |    |     |    |   |    |     |      |    |   |    |     |      |     |    |     |      |       |     |   |     |      |       |
| Vigile                 |     |    |     |    |   |    |     |      |    |   |    |     |      |     |    |     |      |       |     |   |     |      |       |
| Sabinien               |     |    |     |    |   |    |     |      |    |   |    |     |      |     |    |     |      |       |     |   |     |      |       |
| Séverin                |     |    |     |    |   |    |     |      |    |   |    |     |      |     |    |     |      |       |     |   |     |      |       |
| Vitalien               |     |    |     |    |   |    |     |      |    |   |    |     |      |     |    |     |      |       |     |   |     |      |       |
| Donus                  |     |    |     |    |   |    |     |      |    |   |    |     |      |     |    |     |      |       |     |   |     |      |       |
| Agathon                |     |    |     |    |   |    |     |      |    |   |    |     |      |     |    |     |      |       |     |   |     |      |       |
| Conon                  |     |    |     |    |   |    |     |      |    |   |    |     |      |     |    |     |      |       |     |   |     |      |       |
| Sisinnius              |     |    |     |    |   |    |     |      |    |   |    |     |      |     |    |     |      |       |     |   |     |      |       |
| Constantin             |     |    |     |    |   |    |     |      |    |   |    |     |      |     |    |     |      |       |     |   |     |      |       |
| Zacharie               |     |    |     |    |   |    |     |      |    |   |    |     |      |     |    |     |      |       |     |   |     |      |       |
| Valentin               |     |    |     |    |   |    |     |      |    |   |    |     |      |     |    |     |      |       |     |   |     |      |       |
| Formose                |     |    |     |    |   |    |     |      |    |   |    |     |      |     |    |     |      |       |     |   |     |      |       |
| Romain                 |     |    |     |    |   |    |     |      |    |   |    |     |      |     |    |     |      |       |     |   |     |      |       |
| Landon                 |     |    |     |    |   |    |     |      |    |   |    |     |      |     |    |     |      |       |     |   |     |      |       |
| François               |     |    |     |    |   |    |     |      |    |   |    |     |      |     |    |     |      |       |     |   |     |      |       |

### Durées par nom de pape
À ce jour, le nom représentant la durée la plus longue de pontificats est Pie avec 158 années suivi par Grégoire avec 22 ans de moins. Le tableau ci-après indique le nombre et la durée totale des pontificats pour les principaux noms de papes :
| # | Nom      | Pontificats | Durée      | Moyenne   |
| - | -------- | ----------- | ---------- | --------- |
| 1 | Pie      | 12          | 158 années | 13 années |
| 2 | Grégoire | 16          | 136 années | 8 années  |
| 3 | Jean     | 21          | 126 années | 6 années  |
| 4 | Innocent | 13          | 114 années | 8 années  |
| 5 | Benoît   | 15          | 107 années | 7 années  |
| 6 | Léon     | 14          | 100 années | 7 années  |
| 7 | Clément  | 14          | 93 années  | 6 années  |

## Choix des noms depuis leXesiècle

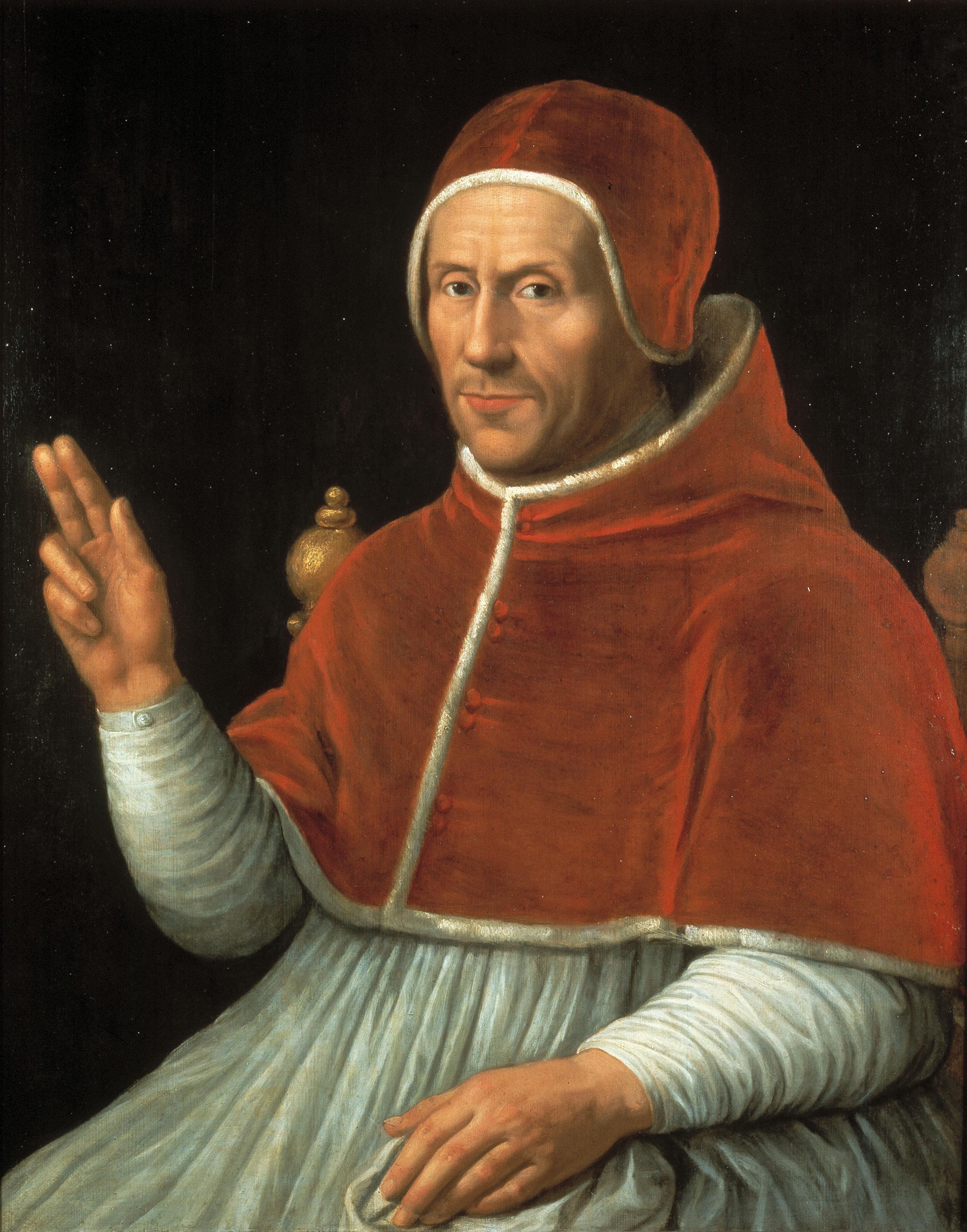
Le pape Adrien VI.

Chaque pape est théoriquement tout à fait libre de choisir n’importe quel nom de règne. Toutefois, depuis 913 et l'élection de Landon, les élus avaient pris l'habitude de choisir les noms parmi ceux déjà utilisés par leurs prédécesseurs. Le premier pape élu à avoir rompu cette tradition en optant pour un nom inédit fut Jean-Paul Ier en 1978, il opta cependant pour un composé de deux noms précédemment employés (ce qui fut également une innovation en la matière). 35 ans plus tard, en 2013, François rompit également avec cette tradition en optant aussi pour un nom inédit.
Un pape qui décide de choisir un nom encore jamais porté n'est théoriquement désigné avec l’adjectif Ier que pour éviter toute confusion, lorsque l'un de ses successeurs utilise le même nom que lui. Cette règle ne fut pas respectée lors de l'élection de Jean-Paul Ier, en effet le cardinal protodiacre le présenta à la foule sous le nom de Ioannes Paulus I (Ioannes Paulus Primi) et non sous celui Ioannes Paulus. Ce ne fut pas le cas, par exemple, pour l'élection de François.
Depuis 996, seuls deux papes élus ont choisi de conserver leur prénom de baptême : ainsi, Adriaan Florensz est devenu Adrien VI en 1522 et Marcello Cervini est devenu Marcel II en 1555.
Une rumeur prétend que le jour de son élection, Karol Wojtyła aurait voulu choisir le nom de Stanislas Ier en souvenir de Stanislas de Szczepanów, saint patron protecteur de son pays natal, la Pologne. Mais, les cardinaux l’en dissuadèrent car ce nom était inédit et étranger aux traditions du nom de règne. On ne sait si cette histoire est véridique ou une simple légende.

### Noms portés depuis leXIVesiècle
Depuis le XIVe siècle, période qui connut le grand schisme d'Occident, les 74 souverains pontifes qui se sont succédé, depuis la mort de Boniface VIII en 1303 jusqu’à l’avènement de Léon XIV, ont seulement opté pour 21 noms différents, qui sont par ordre alphabétique :
- Adrien (1 fois avec Adrien VI)
- Alexandre (3 fois de Alexandre VI à Alexandre VIII)[note 2]
- Benoît (6 fois de Benoît XI à Benoît XVI)[note 2]
- Boniface (1 fois avec Boniface IX)[note 2]
- Calixte (1 fois avec Calixte III)[note 2]
- Clément (10 fois de Clément V à Clément XIV)[note 2]
- Eugène (1 fois avec Eugène IV)
- François (1 fois avec François)
- Grégoire (6 fois de Grégoire XI à Grégoire XVI)[note 2]
- Innocent (8 fois de Innocent VI à Innocent XIII)[note 2]
- Jean (2 fois avec Jean XXII et Jean XXIII)[note 2]
- Jean-Paul (2 fois avec Jean-Paul Ier et Jean-Paul II)
- Jules (2 fois avec Jules II et Jules III)
- Léon (5 fois de Léon X à Léon XIV)
- Marcel (1 fois avec Marcel II)
- Martin (1 fois avec Martin V)
- Nicolas (1 fois avec Nicolas V)[note 2]
- Paul (5 fois de Paul II à Paul VI)
- Pie (11 fois de Pie II à Pie XII)
- Sixte (2 fois avec Sixte IV et Sixte V)
- Urbain (4 fois de Urbain V à Urbain VIII)[note 2]

### Les noms portés jusqu'auXIIIesiècle
Noms utilisés plusieurs fois par ordre alphabétique:
- Adéodat (ou Dieudonné) (dernier : Adéodat II au VIIe siècle)
- Agapet (dernier : Agapet II au Xe siècle)
- Anastase (dernier : Anastase IV au XIIe siècle)[note 2]
- Célestin (dernier : Célestin V au XIIIe siècle)[note 2]
- Damase (dernier : Damase II au XIe siècle)
- Étienne (dernier : Étienne IX au XIe siècle)
- Félix (dernier : Félix IV au VIe siècle)[note 2]
- Gélase (dernier : Gélase II au XIe siècle)
- Honorius (dernier : Honorius IV au XIIIe siècle)[note 2]
- Lucius (dernier : Lucius III au XIIe siècle)
- Marin (dernier : Marin II au Xe siècle)
- Pascal (dernier : Pascal II au XIIe siècle)[note 2]
- Pélage (dernier : Pélage II au VIe siècle
- Serge (dernier : Serge IV au XIe siècle)
- Sylvestre (dernier : Sylvestre III au XIe siècle)[note 2]
- Théodore (dernier : Théodore II au IXe siècle)[note 2]
- Victor (dernier : Victor III au XIe siècle)[note 2]

Aux 37 noms cités précédemment qui furent utilisés au moins deux fois, plusieurs d'entre eux ont également été adoptés par des antipapes ou des papes « autoproclamés » y compris parmi les 43 autres noms utilisés une seule fois jusqu'au XIIIe siècle, comme :
- Anaclet (avec Anaclet II[note 2] au XIIe siècle)
- Constantin (avec Constantin II[note 2] au VIIIe siècle)
- Lin (Linus II, pape « autoproclamé » de la mouvance sédévacantiste)
- Pierre (Pierre II, plusieurs papes « autoproclamés » de la mouvance sédévacantiste[note 3])

À ces noms, on peut ajouter ceux portés chacun une seule fois par des antipapes : Albert, Christophe (ou Christophore), Dioscore, Eulalien, Hippolyte, Laurent, Novatien, Philippe, Thierry (ou Théodoric) et Ursin.
Les sédévacantistes, minorité coupée de l'Église au sein du courant traditionaliste, ont également utilisé « Emmanuel » et « Michael ».